# 서머 매킨토시
서머 앤 매킨토시(영어: Summer Ann McIntosh, 2006년 8월 18일~)는 캐나다의 수영 선수로 주 종목은 자유형. 접영, 개인혼영이다. 현재 여자 개인혼영 400m 세계 기록을 보유하고 있다. 2020년 하계 올림픽 당시 14세의 나이로 캐나다 올림픽 국가대표로 참가하여 도쿄 올림픽 캐나다 선수단 최연소 선수가 되었다. 2024년 하계 올림픽에서는 여자 개인혼영 400m 종목 금메달, 여자 자유형 400m 종목 은메달을 획득했다.

## 어린 시절
2006년 토론토에서 그레그 매킨토시와 질 호스테드 부부의 차녀로 태어났다. 어머니인 질은 캐나다 국가대표 수영 선수로 활동했으며 언니인 브룩 매킨토시는 피겨스케이팅 선수이다.